# Saint-Lieux-Lafenasse
Saint-Lieux-Lafenasse is een plaats en voormalige gemeente in het Franse departement Tarn (regio Occitanie) en telt 399 inwoners (1999). De plaats maakt deel uit van het arrondissement Albi. Saint-Lieux-Lafenasse is op 1 januari 2019 gefuseerd met de gemeenten Ronel, Roumégoux, Saint-Antonin-de-Lacalm, Terre-Clapier en Le Travet tot de gemeente Terre-de-Bancalié. 

## Geografie
De oppervlakte van Saint-Lieux-Lafenasse bedraagt 12,1 km², de bevolkingsdichtheid is 33,0 inwoners per km².
De onderstaande kaart toont de ligging van Saint-Lieux-Lafenasse met de belangrijkste infrastructuur en aangrenzende gemeenten.

## Demografie
Onderstaande figuur toont het verloop van het inwonertal (bron: INSEE-tellingen).